# Tova
|  | Per a altres significats, vegeu «Tova (desambiguació)». |

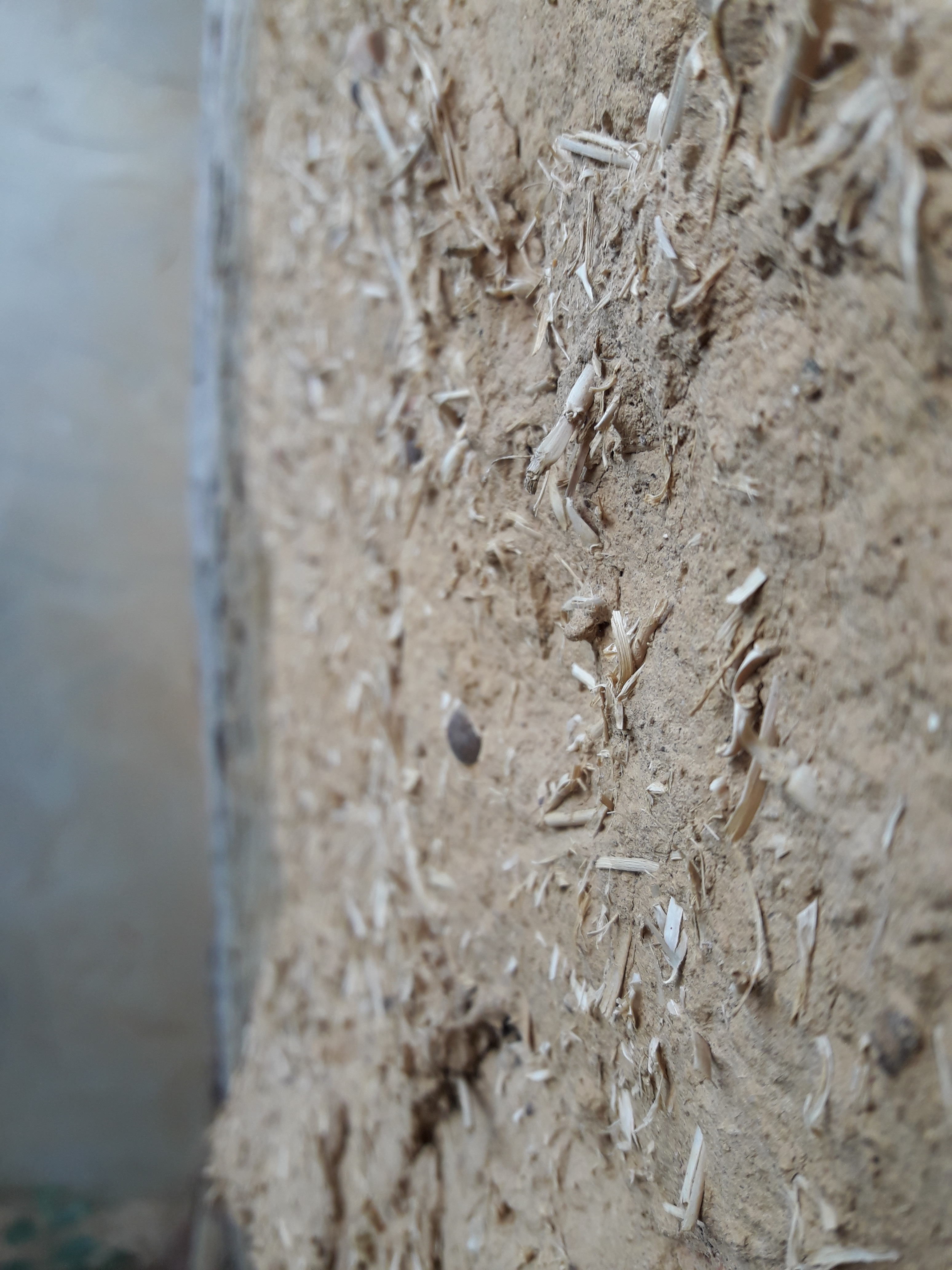
Paret de tova (detall) a Bahillo (Palència).

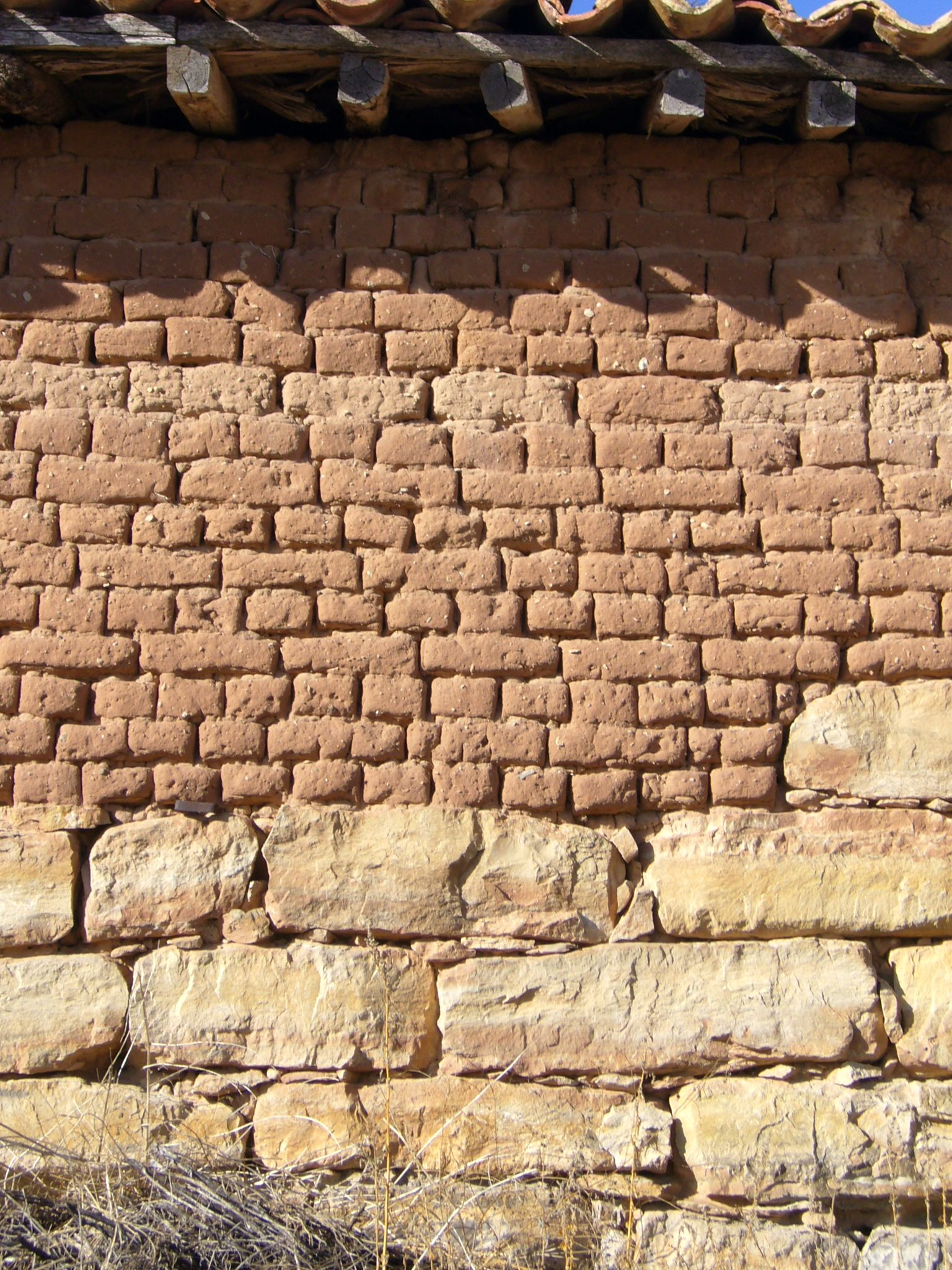
Mur de tova sobre una base de pedra d'una casa de la província de Burgos.

La tova (també anomenada atova o atovó) és una peça per a la construcció feta amb una massa de fang (argila i sorra) barrejada de vegades amb palla, modelada en forma de maó i assecada al sol; amb les toves es construeixen parets i murs d'edificacions variades. La tècnica d'elaborar-les i el seu ús estan estesos per tot el món i es troben en moltes cultures que mai no van tenir relació entre elles, fets amb materials a l'abast a un cost molt econòmic.
A les Amèriques, les primeres construccions amb tova daten d'abans del 5.100 aC.

## Història
En la Mesopotàmia es va utilitzar per a grans construccions, i es va aplicar en altres cultures, sempre que el clima fos favorable. Es coneix el seu ús, modelat a mà, a Jericó i Tell Aswad entre els mil·lennis x i ix aC. La ciutat més antiga coneguda, Çatalhöyük, a Anatòlia, del VII mil·lenni abans de Crist, tenia les cases fetes de tova. A mitjan VIIè mil·lenni es va començar a emprar en motlles de fusta, i l'ús es va popularitzar a la darreria del mil·lenni.
A l'antic Egipte es va emprar sovint la tova, elaborada amb llim del Nil, en la construcció de cases, tombes (mastabes), fortaleses, i fins i tot palaus, encara que els egipcis també van ser els primers a emprar la pedra tallada per erigir temples, piràmides i altres edificacions monumentals.
Al Perú hi ha la ciutadella de Chan Chan, la ciutat de fang més gran d'Amèrica, pertanyent a la civilització chimú (1200 - 1480). Chan Chan s'ubica a la vall de Moche, davant el mar, a mitjan camí entre el balneari de Huanchaco i la ciutat de Trujillo (Perú), capital del departament de La Libertad a la costa nord del Perú. El jaciment arqueològic cobreix una àrea aproximada de vint quilòmetres quadrats. La zona central està formada per un conjunt de deu recintes emmurallats (anomenats "ciutadelles") i altres piràmides solitàries. Aquest conjunt central, cobreix una àrea de sis quilòmetres quadrats, aproximadament. La resta, està formada per una multitud de petites estructures mal conservades, senders, canals, muralles i cementiris.
A la conca del Mediterrani occidental va arribar amb els púnics i dels grecs, que va propiciar que les cultures autòctones desenvolupessin les seves pròpies tècniques amb aquest material. A la península Ibèrica, és característic de les regions seques de Castella i Lleó on s'afegeix palla al fang. Les construccions de tova se solen modernitzar amb una capa del mateix fang amb què donen aquest aspecte tan curiós de les cases típiques de Tierra de Campos. També és usual en regions semidesèrtiques de l'Àfrica, Amèrica Central i Amèrica del Sud (ranxo).
A Mèxic, Colòmbia, Equador, Perú, Bolívia, Argentina i al sud i nord de Xile les cases de tova són fins i tot patrimoni de moltes famílies humils, que conserven aquesta tradició des de temps immemorials. Barrejar herba seca amb el fang permet una correcta aglutinació, una gran resistència a la intempèrie i evita que els blocs una vegada solidificats tendeixin a clivellar-se. Posteriorment els blocs s'adhereixen entre si amb fang per aixecar murs. Actualment alguns arquitectes continuen utilitzant murs de tova en combinació amb embasaments, columnes i lloses de formigó a causa de les seves característiques. A moltes ciutats i pobles de Centre i Sud d'Amèrica la construcció amb toves es manté viva encara que amenaçada per les imposicions del mercat formal o per la mala fama que li han donat els sismes i la malaltia de Chagas. A l'Uruguai, la tova és una de les tècniques tradicionals de construcció que lentament fou bandejada, encara que en els últims vint anys s'han realitzat experiències tant a Montevideo com en l'interior del país. La reactivació d'una arquitectura en tova en gran manera es deu a l'estalvi d'energia que sol implicar les edificacions construïdes amb aquest material. Efectivament la tova resulta un excel·lent aïllant tèrmic, és el motiu pel qual es redueixen les demandes d'energia per refrescar o escalfar els habitatges. D'altra banda un dels problemes típics de la tova és que abosrbeix la humitat del terra per capil·laritat, per a això una solució bastant freqüent és utilitzar uns fonaments hidròfug o impermeable de fins a aproximadament un metre d'altura sobre el nivell del terra, tal fonament sol ser de pedres o, més modernament, de formigó.

## Característiques

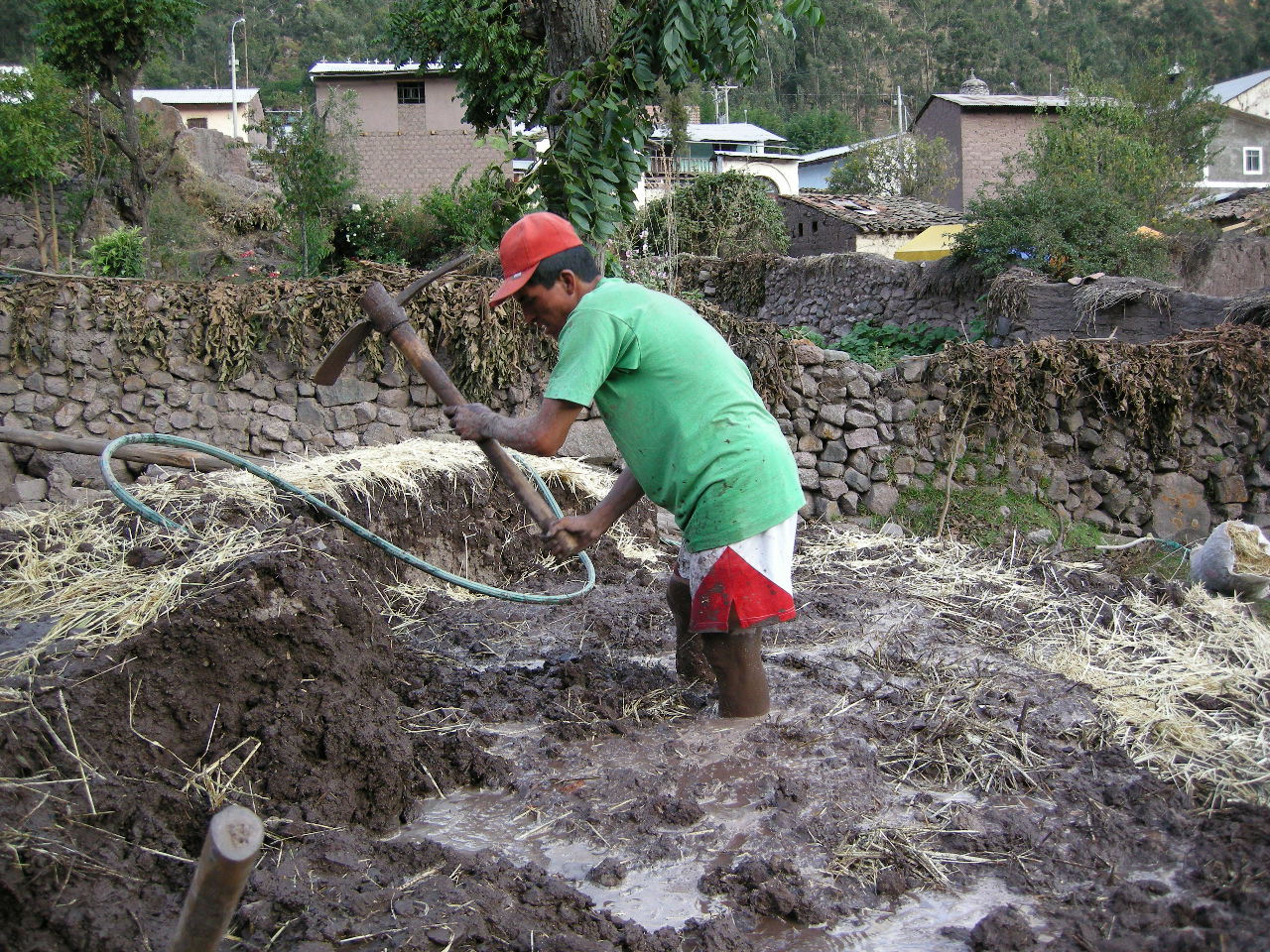
Mescla dels ingredients de la tova al Departament de Huancavelica, Perú.

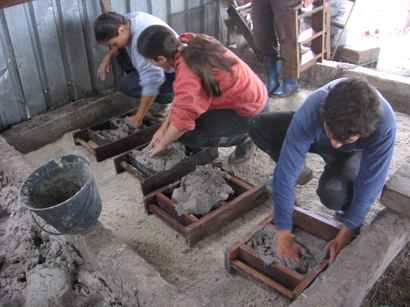
Elaboració de toves a Progreso (Uruguai).

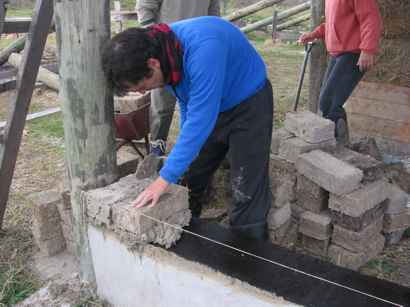
Construcció d'un mur de tova.

S'elabora amb una barreja d'argila, fang, sorra i aigua, s'introdueix en motlles, i després es deixa assecar al sol. Per evitar que es clivelli en assecar-se, s'afegeix palla a la massa, així com crineres de cavall i farratge sec, que serveixen d'armadura. Les dimensions adequades han de ser tals que el paleta pugui manejar-lo amb una sola mà, normalment són d'uns 6 x 15 x 30 cm.
Com que pot desfer-se amb la pluja, generalment requereix un manteniment sostingut, que s'ha de fer amb capes de fang (argamasses de fang). No és correcte fer-ho amb morter de ciment, ja que la capa resultant és poc permeable al vapor d'aigua i conserva la humitat interior, pel que es desfaria la tova des de dins. El millor per a les parets externes és la utilització d'un emblanquinament amb base en la calç apagada en pasta, argila i sorra, per a la primera capa, en la segona, només pasta de calç i sorra. Per a les internes es pot fer una barreja d'argila, sorra i aigua.
En les famílies amb poc poder econòmic, la tova és fabricada per un mateix per construir la seva pròpia casa. Antigament, en els dies que els llauradors no tenien feines que fer al camp, fabricaven toves que després venien al que volgués fer-se una casa.
Actualment es fabriquen de manera més precisa respecte a la composició i solen tenir un vint per cent d'argiles i un vuitanta per cent de sorra, això en funció de la composició del terra, com més argilenc més sorra s'agrega, no agregant cap mena de palla o altres elements a la barreja. Les investigacions han mostrat que la inclusió de fibres vegetals pot servir com a atracció per als tèrmits i a més, si l'assecatge de la tova sense fibres ocorre en l'ombra, la retracció és menor.
Té una gran inèrcia tèrmica, per la qual cosa serveix de regulador de la temperatura interna; a l'estiu conserva la frescor, i durant l'hivern la calor.
Davant el tapial, que és semblant però fabricat amb encofrats, té l'avantatge que requereix molt menys temps de preparació.

## Construcció amb tova

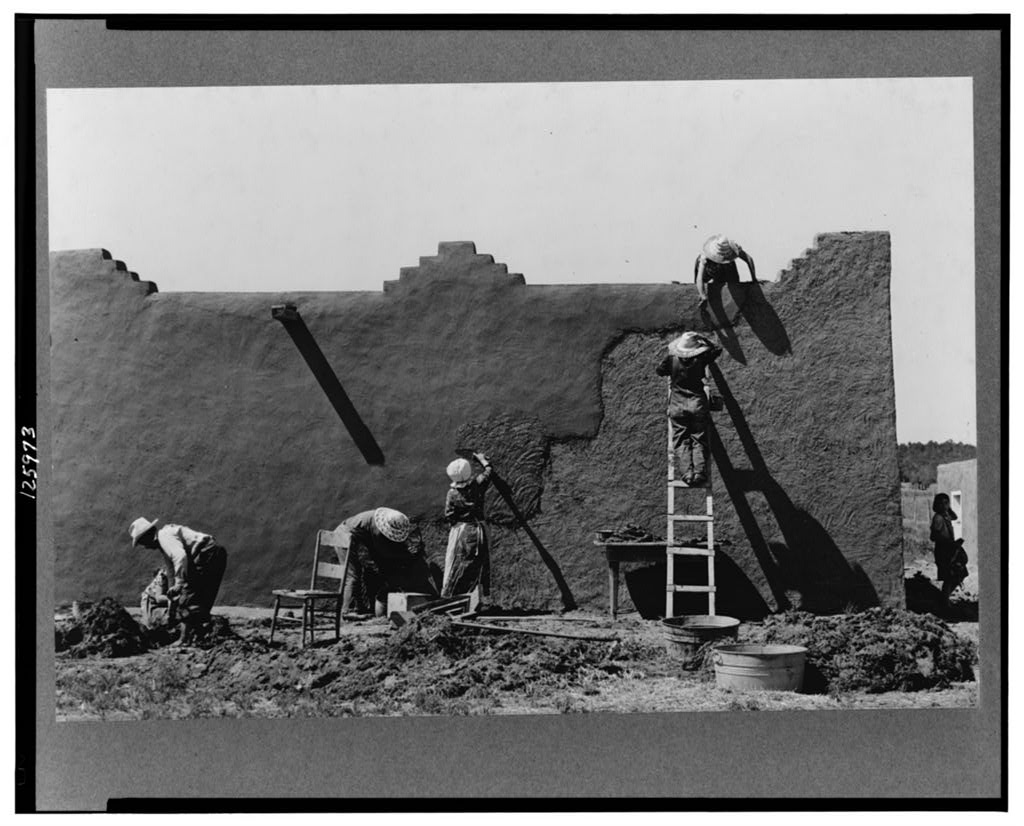
Reparació de la superfície d'una paret de tova a Chamisal, Nou Mèxic).

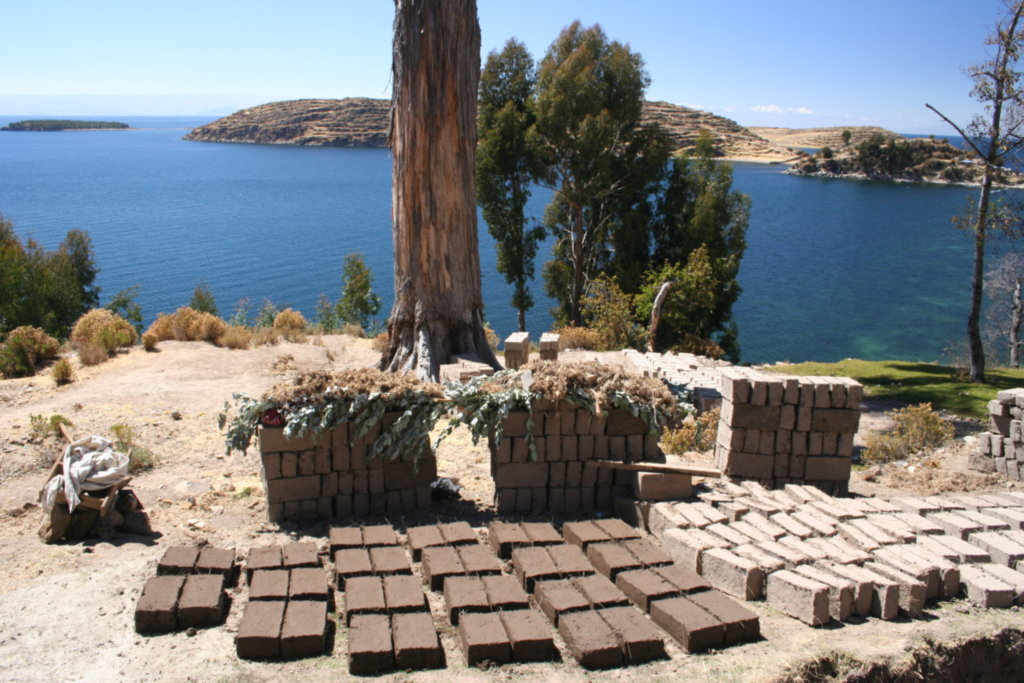
Maons de tova assecant-se al sol (Illa del Sol, llac Titicaca, Bolívia).

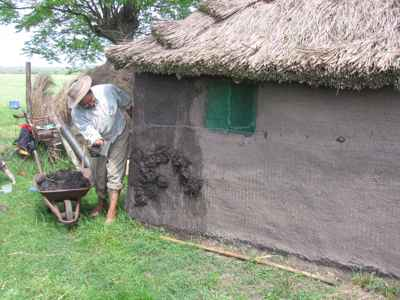
Enfangat d'un domicili rural de terra en el poble Los Ceballos (Paysandú, Uruguai).

La construcció amb tova presenta l'avantatge que té una similitud formal, constructiva i estètica amb el maó de camp cuit. En cas de disposar de molta mà d'obra, especialitzada o no, aquesta tècnica és molt adequada en funció dels processos de fabricació que permeten la integració de gran quantitat de persones durant el trepitjat i modelat encara que s'ha de tenir en compte aquí és el control durant la producció per minimitzar la variació de les dimensions i la forma irregular de les peces. Els murs de toves presenten molt bones condicions d'aïllament acústic i tèrmic a causa de les característiques del material i les espessors utilitzades.
Els desavantatges d'aquesta tècnica estan en funció del mateix procés de fabricació que pot resultar lent, ja que se'n requereixen dues o tres setmanes per poder utilitzar les peces en cas que la producció es faci a l'obra. El procés també depèn de les àrees de trepitjat, assecatge i provisió, que comandaran la continuïtat de producció mentre s'espera, per l'assecatge de les peces anteriors. Per tant, aquesta tècnica requereix certa previsió d'infraestructura per comptar amb superfícies horitzontals i netes, i zones protegides per evitar que l'aigua de pluja afecti la producció.
Les falles comunes en les construccions amb toves poden ser reduïdes mitjançant els controls de la terra i els estabilitzants utilitzats, el dimensionament adequat de les peces i els murs, el dimensionament adequat de l'estructura, tant de la fonamentació com del mur portant, o les bigues i pilars i la protecció davant la pluja i a la humitat natural del terreny. Tant els avantatges o desavantatges s'han de tenir en compte com dades de la realitat, però els condicionants propis de l'obra seran els que determinin la viabilitat o no dels processos.

## Resistència als sismes
A l'Amèrica Llatina les estructures de tova han demostrat una alta vulnerabilitat sísmica i es comporten malament davant de les forces induïdes pels terratrèmols –fins i tot terratrèmols moderats–, i s'esfondren de manera sobtada. Això ha generat un gran nombre de pèrdues humanes i importants pèrdues econòmiques, culturals i patrimonials.
Segons les Normes Argentines per a Construccions Sismoresistents «Existeixen materials aptes per aconseguir construccions segures, i materials no aptes (tals com la tova), però de cap manera no pot parlar-se de materials antisísmics».
Aquesta situació ha conduït que els governs i la població en general hagin afavorit la reconstrucció amb bloc, maó i formigó. Tanmateix, aquests habitatges nous, a part de perdre la qualitat tèrmica, són més costosos. Per aquesta raó, molts centres d'investigació i agències de cooperació treballen per desenvolupar construccions sismoresistents en tova, que siguin saludables i socialment sostenibles.
A Colòmbia i al Perú s'han desenvolupat diversos estudis i tècniques amb la finalitat d'obtenir peces de tova sismoresistents, prestant especial interès en l'adequada composició i les dimensions òptimes, podent-se utilitzar tant en noves construccions com en rehabilitacions.

## Cases debarequeiChirpicis

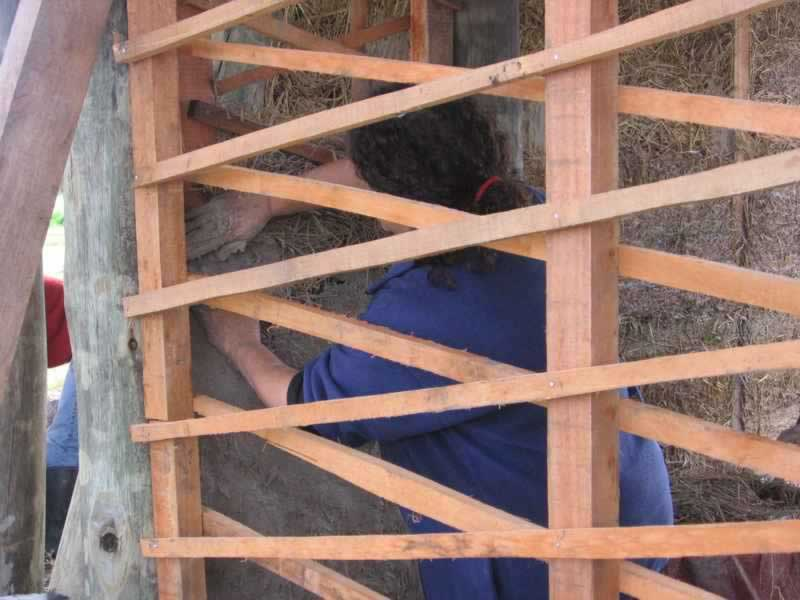
Trama de fusta escuadrada per a l'elaboració d'un mur de feixina o bahareque (Progreso, Uruguay).

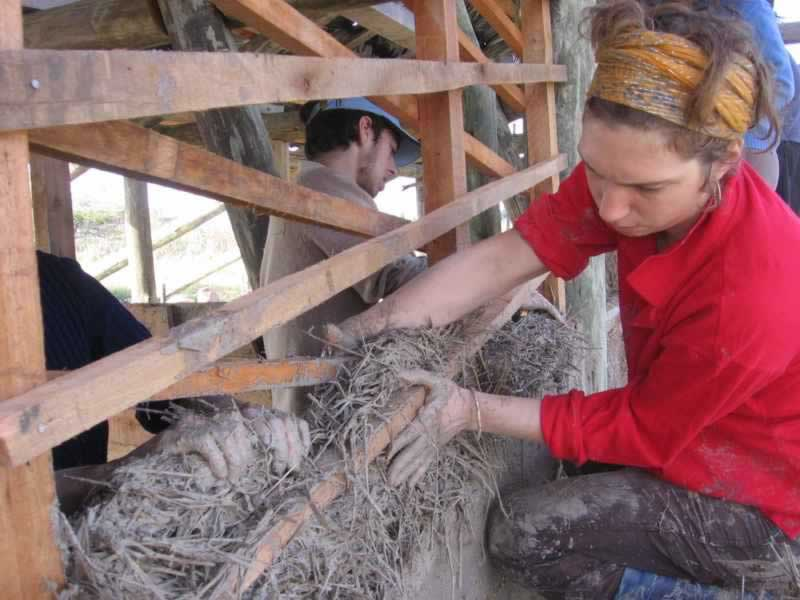
Enfangat de la trama de fusta per a aixecar un mur de feixina o bahareque (Progreso, Uruguay).

Una casa de bareque (o bahareque) és una edificació construïda amb murs de fang (tova) i llistons de fusta que conformen una estructura de tipus gelosía. Desenvolupada des del Palafito i la casa larga (casa comunal) del Neolític.
- Chirpici, tipus de tova usada al sud de Romania)